# Fanny Bergenström
Fanny Marie Bergenström (Estocolmo, 20 de marzo de 1968) es una escritora de recetas de cocina y fotógrafa sueca.
Su abuela, Märta Zätterström y su madre Pernilla Tunberger también fueron escritoras de recetas. Su padre, Gullmar Bergenström era fotógrafo.

## Obras
- Om blommor (1997)
- Blommornas kalender: en evighetskalender (1997)